# Ibis (novela)
Ibis es una novela del escritor colombiano José María Vargas Vila, escrita en Roma en 1900.
Cuenta la historia de Teodoro, un hombre intensamente enamorado, traicionado por la mujer amada. Bajo la supervisión del Maestro, deberá optar por el asesinato o el suicidio, dando de sí un lado oscuro hacia las mujeres, cosa que se ha encargado el maestro de hacer con Teodoro. Apasionada y cruel, misógina y hedonista, la obra ataca repetidamente a la Iglesia y al Amor, en defensa de los placeres sexuales, la razón, la estética y el ateísmo